# Отто III (епископ Констанца)
Отто III фон Хахберг (нем. Otto III von Hachberg, 1388—1451) — епископ Констанца в период с 1410 по 1434 годы, в правление которого в Констанце состоялся значительный церковный собор с целью положить конец схизме и восстановить единство католической Церкви.
Происходивший из рода маркграфов Хахберга-Заузенберга, и в их ряду собственно Отто II, в исторической литературе он известен скорее как Отто III, поскольку он был третьим констанцским епископом под именем Отто.
Отто фон Хахберг был старшим сыном маркграфа Рудольфа III и Анны Фрайбург-Нойенбургской. Рано начавший духовную карьеру, он уже в 1403 году был членом домского капитула в Базеле, поддерживаемый папой Бонифацием IX (видимо, в благодарность за отказ его отца Рудольфа III поддержать антипапу Бенедикта XIII). В матрикуле Гейдельбергского университета за 1404 год Отто фон Хахберг помечен как клерик епископства Констанц и каноник из Базеля и Кёльна.
Руководствуясь твёрдым намерением занять епископскую кафедру в Констанце, Отто фон Хахберг провёл в конце 1409—1410 годов задокументированные переговоры с тогдашним епископом Альбрехтом Бларером, основным предметом которых была добровольная передача власти и возможная финансовая компенсация для Бларера, несмотря на противодействие домского капитула. 11 июля 1410 года договорённость всё же была достигнута, и в декабре того же года утверждение нового епископа было официально подтверждено антипапой Иоанном XXIII. Наконец, 2 февраля 1411 года Отто III смог взять в свои руки всю полноту правления в княжестве-епископстве. При этом обряда рукоположения он никогда не был удостоен.
Переняв власть, он столкнулся с финансовыми проблемами обременённой долгами епархии, что, однако, не помешало ему развернуть ряд обширных строительных работ, необходимость которых была обусловлена, кроме прочего, проведением в Констанце Вселенского собора в 1414—1418 годах.
Покровительствовал секретарю городского совета Ульриху фон Рихенталю, служившему у него нотарием и составившему около 1420 года подробную «Хронику Констанцского собора».

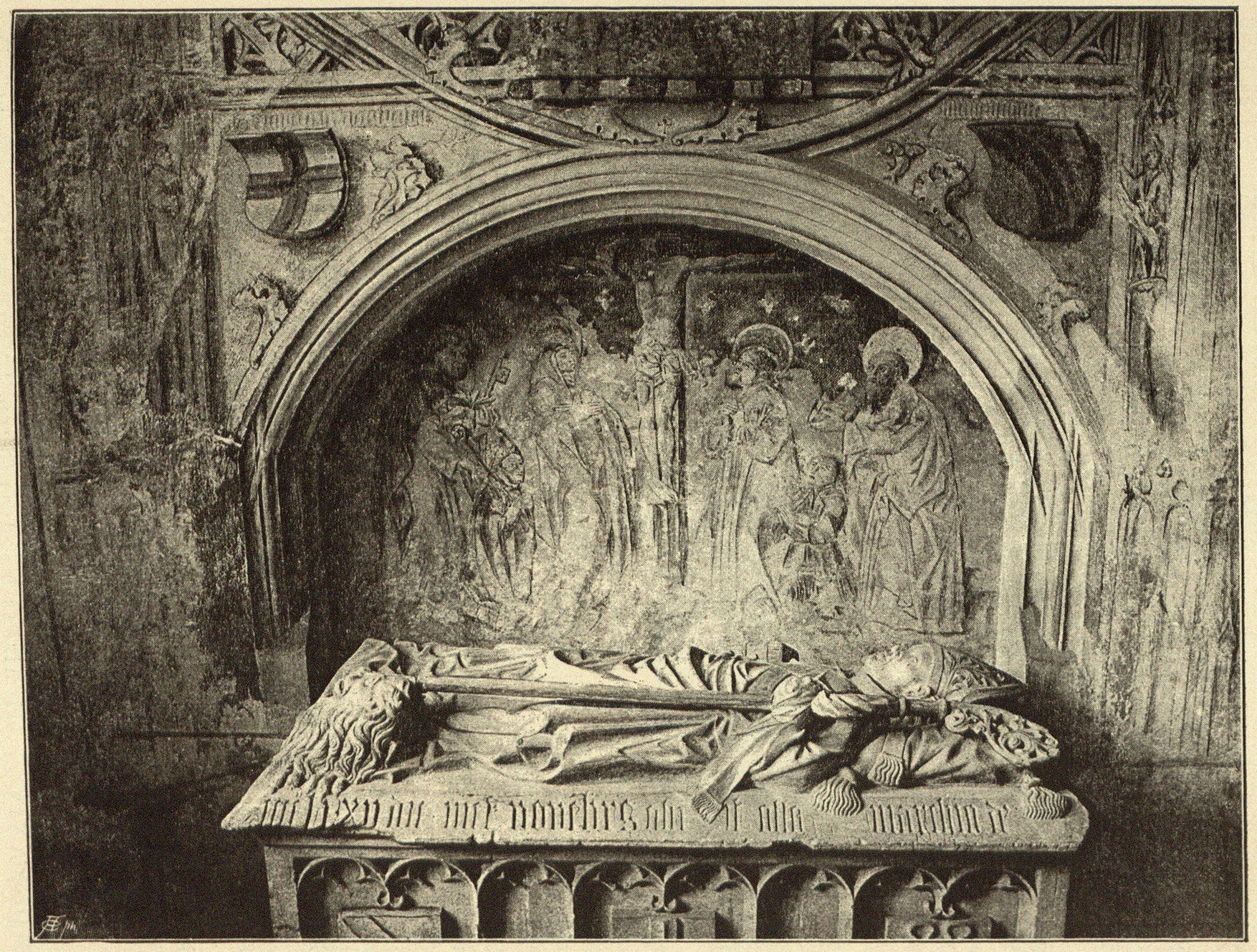
Надгробие епископа Отто III в Констанцском мюнстере

Непрерывно находясь под давлением финансовых и политических проблем, а также — по некоторым сведениям — страдая приступами эпилепсии, Отто фон Хахберг отошёл от непосредственного управления епископством в 1424 году, вернувшись к исполнению своих обязанностей лишь в 1427—1429 годах. Как и предыдущий период его правления, это время прошло под знаком противостояния с домским капитулом, резко обострившимся в начале 1430-х годов. В 1431 году он даже демонстративно перенёл свою резиденцию в Шафхаузен. В 1432—1433 годах внутренние споры диоцеза неоднократно становились объектом разбирательств на Вселенском соборе в Базеле. 6 сентября 1434 года Отто III был лишён своей должности, и взамен назначен титулярным епископом Кесарии.
Скончавшийся в 1451 году, Отто фон Хахберг был похоронен в констанцском кафедральном соборе.